# Labers

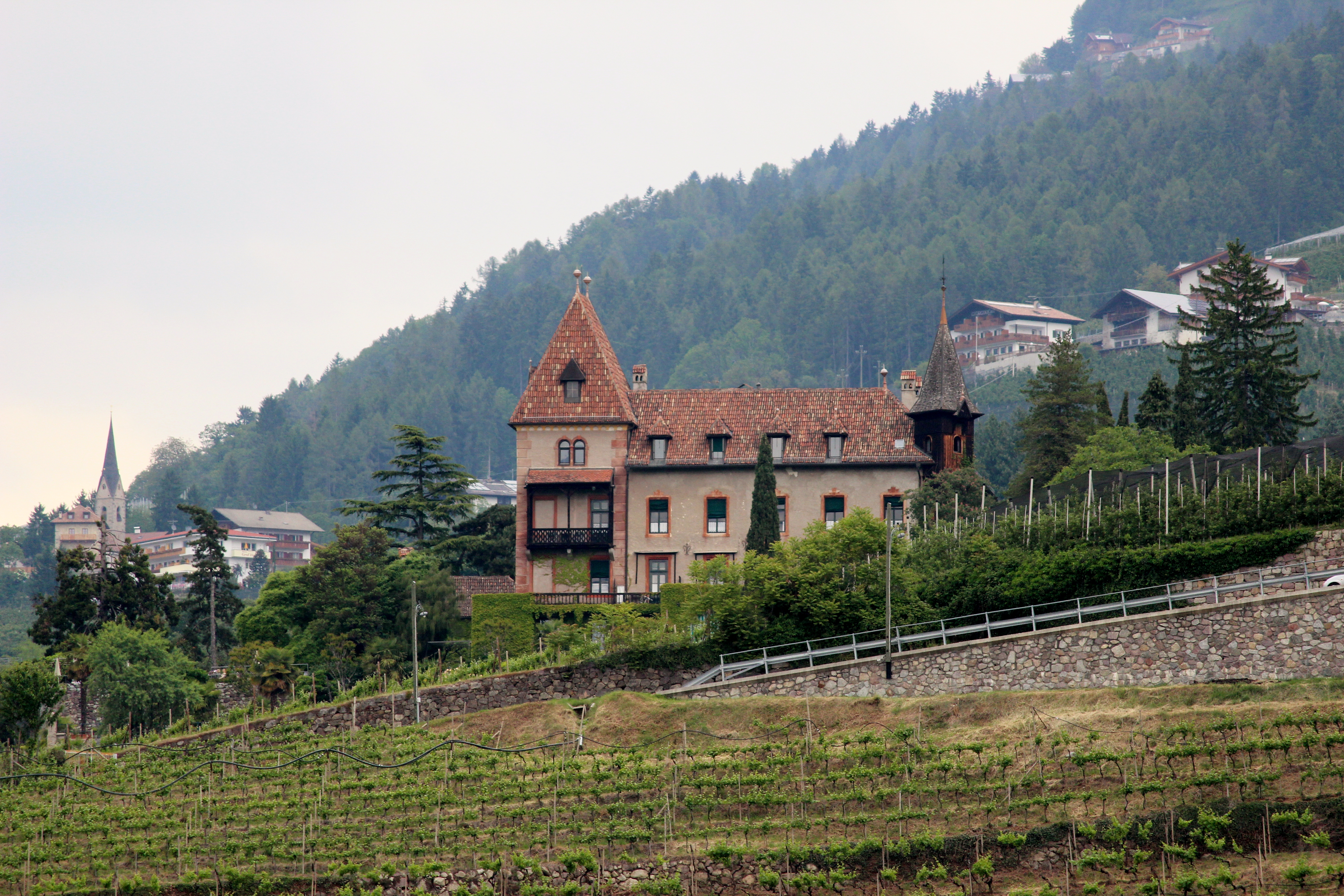
Schloss Labers

Labers ist ein stark von der Landwirtschaft geprägter Ortsteil der Gemeinde Meran östlich oberhalb von Obermais im Burggrafenamt in Südtirol (Italien). Labers liegt an den Nordwesthängen des Tschögglbergs über dem Meraner Talkessel auf einer Höhe zwischen 400 und 800 m oberhalb der Kurstadt. Bedeutende Baulichkeiten sind das namensgebende Schloss Labers und Schloss Rametz.
Das Toponym wird ersturkundlich im 12. Jahrhundert als Loubers (1164), Lǒbres (1186) und Lůbers genannt. Etymologisch scheint nach den Erkenntnissen der Sprachwissenschaft mhd. „loup“ (Laub) zugrunde zu liegen. Aufgrund der Niederlage Österreich-Ungarns im Ersten Weltkrieg und des Vertrages von Saint-Germain kam der Ort zusammen mit Südtirol 1920 zum Königreich Italien.
Die landwirtschaftlichen Flächen werden zum Anbau von Äpfeln und Trauben genutzt. Der Ort ist durch zahlreiche Hotels stark touristisch geprägt, auch bedingt durch die Nähe zum Botanischen Garten Meran um Schloss Trauttmansdorff. Labers ist über die Laberserstraße zu erreichen.
Eine besondere Sehenswürdigkeit ist der 150 Meter hohe Wasserfall.